# Wim Severein
Wim Severein (Harlingen, 1970) is een Nederlandse chef-kok. Hij is eigenaar van restaurant The Millèn, onderscheiden met een Michelinster.

## Carrière

### Begin jaren
Severein groeit op in het Friese Harlingen; op jonge leeftijd was hij al veel met vis bezig. Na de hotelschool en militaire dienst liep Severein stage bij restaurant Seinpost van chef Paul van Waarden. Later werkte hij er als souschef. Wim Severein stond ook enkele jaren in de keuken van restaurant De Engel van Herman den Blijker.

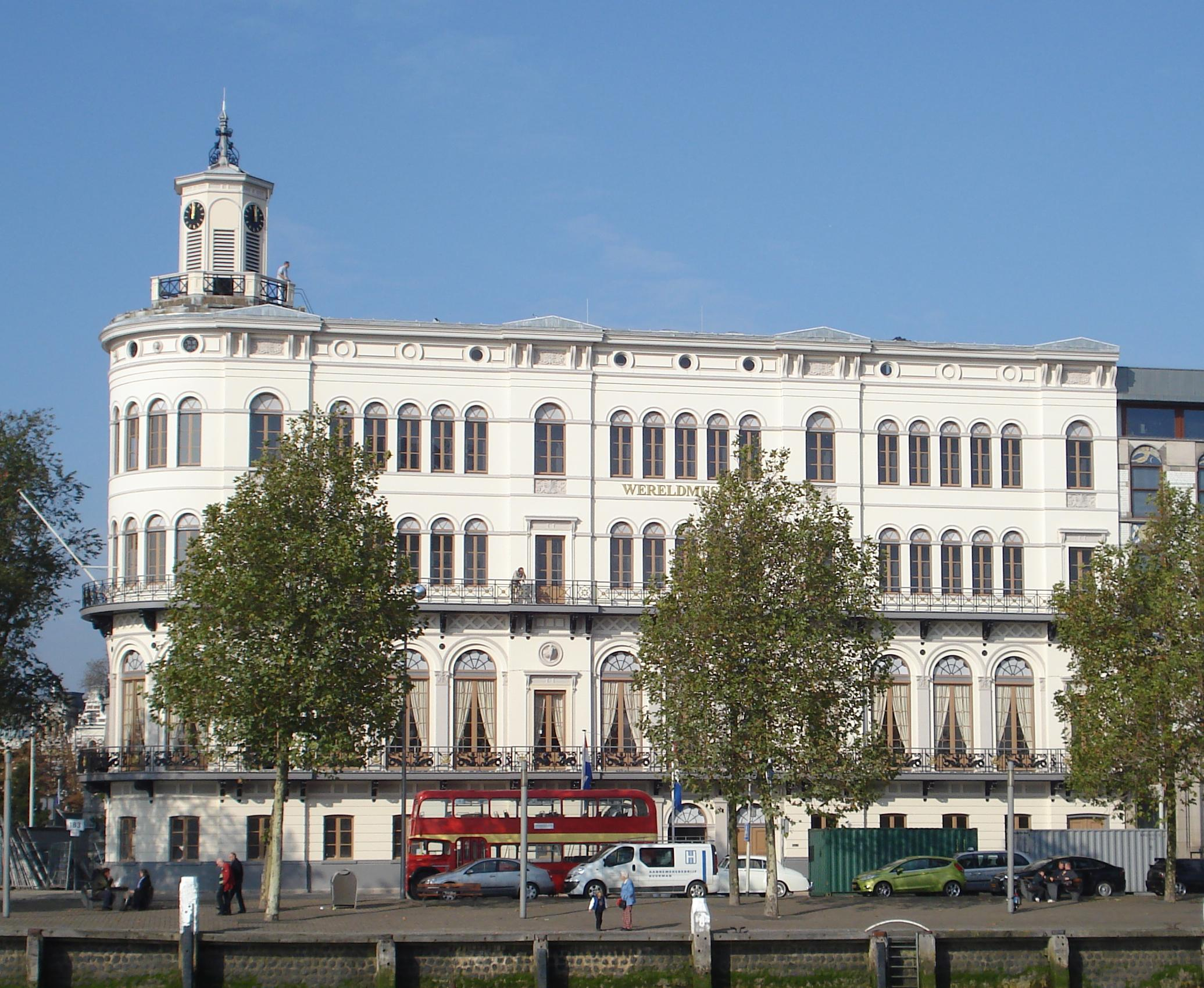
Restaurant Wereldmuseum in Rotterdam.

### Wereldmuseum
In 2009 opende Severein in het Wereldmuseum het gelijknamige restaurant Wereldmuseum. De eetgelegenheid was gelegen aan de historische Rotterdamse Veerhaven. In 2014 werd Wereldmuseum onderscheiden met een Michelinster door de bandenfabrikant. De zaak had in datzelfde jaar 17 punten in de Franse GaultMillau-gids. Topkok Cees Helder was als culinair coach betrokken bij het restaurant. Wereldmuseum sloot op 31 maart 2017 zijn deuren.

### The Millèn
Severein opende in juli 2018 een nieuw restaurant in de Millenniumtoren, in een vestiging van het Marriott Hotel. De eetgelegenheid heet The Millèn. Enkele maanden na de opening in december 2018 ontving de zaak een Michelinster.